# لوران بلانشارد
لوران بلانشارد هو سياسي كندي، ولد في 25 نوفمبر 1952 في مونتريال في كندا. حزبياً، نشط في Vision Montreal ‏. وقد انتخب عمدة مونتريال ‏ (25 يونيو 2013 – 3 نوفمبر 2013).